# I Wonder If Heaven Got a Ghetto
I Wonder If Heaven Got A Ghetto è il primo Singolo pubblicato postumo del rapper Tupac Shakur ed il primo singolo estratto da R U Still Down? (Remember Me) entrambi pubblicati nel 1997.
Ci sono 2 versioni della canzone: la prima è in versione originale, contenuta nel primo CD dell'album e la seconda è in versione Hip Hop, contenuta nel secondo CD dell'album.